# Stan Sakai
Stan Sakai (Kyoto, 1953) és un dibuixant de còmics estatunidenc d'ascendència japonesa, reconegut amb el Premi Eisner.
Tot i néixer al Japó es va criar i créixer a Hawaii (EUA) on va estudiar la carrera de Belles Arts. Va ampliar els seus estudis d'art a Pasadena. Actualment viu i treballa a Los Angeles (EUA).
Va començar la seva carrera retolant historietes d'entre les que podem destacar Groo de Sergio Aragonés. En els còmics de Groo apareix caricaturitzat a manera d'homenatge fent el paper d'escriva. La seva fama va arribar per ser el creador (sempre en solitari) d'Usagi Yojimbo que publica mensualment des de 1984. L'ha escrit ininterrompudament fins a l'actualitat excepte per la sèrie derivada Usagi Yojimbo, basada en un descendent llunyà. Usagi Yojimbo explica la història èpica del samurai del segle xvii Miyamoto Usagi en el seu pelegrinatge per terres japoneses. L'autor usa la tècnica de personatges antropomòrfics de manera que el protagonista té forma de conill, tot i això l'obra està destinada al públic adult sobretot per la narració, si bé els continguts superficials solen ser aptes per a tots els públics.
Altres aportacions destacades seves en el còmic són les feines de rotulació en les tires de premsa de Spiderman.

### Altres treballs
- 47 Ronin (2014, Dark Horse) – collects #1–5, història de Mike Richardson, colors per Lovern Kindzierski, i rotulació de L. Lois Buhalis i Tom Orzechowski.
- The Adventures of Nilson Groundthumper and Hermy (2014, Dark Horse) – col·lecció d'històries per a [lbedo Anthropomorphics #1 and #5; Critters Special #1; Critters #5, 16, and 27; Usagi Yojimbo (vol. 1) #19; Usagi Yojimbo Color Special #1–3; Usagi Yojimbo (vol. 2) #9; i Dark Horse Presents (vol. 2) #30; colors de Ryan Hill i Tom Luth.

## Premis
- 1990 Premi Parents' Choice per "l'experta transmissió de la història i les llegendes en l'obra".
- 1991 Premi Inkpot[1] de la Comic-Con International de San Diego als "Èxits d'una vida en el camp de la historieta".
- 1996 Premi Eisner a la "Millor Rotulació"[2] per treballs publicats al 1995ː Groo i Usagi Yojimbo.
- 1996 Premi Eisner al "Talent Mereixedor de Reconeixement"[2] per Usagi Yojimbo.
- 1999 Premi Eisner a la "Millor Sèrie"[2] per Usagi Yojimbo: "Segadora".
- 1999 Premi Haxtur a la "Millor Història Curta"[3] per Usagi Yojimbo: "Fideos".
- 2000 Premi Haxtur al "Millor Guió"[4] per Usagi Yojimbo "Segadora".
- 2001 Premi Ursa Major a la "Millor Còmic o Tira Antropomòrfica"[5] per Usagi Yojimbo.
- 2002 National Cartoonists Society Comic Book Division Award per Usagi Yojimbo.
- 2002 Premi Ursa Major per "Millor còmic o Tira Antropomòrfica"[6] per Usagi Yojimbo.
- 2003 Premi Ursa Major per "Millor Còmic-Book Antropomòrfico"[7] per Usagi Yojimbo.
- 2003 Premi La Plumilla de Plata pels seus èxits durant la seva trajectòria i la contribució al món del còmic.
- 2007 Premi Haxtur a la "Millor Historieta Llarga"[8] per Usagi Yojimbo/Duelo en Kitanoji
- 2011 Premi Ambaixador Cultural. Cultural Ambassador Award
- 2012 Premi Eisner a la "Millor Rotulació"[9] per Usagi Yojimbo.
- 2014 Premi Inkwell al "Tot en un"[10] per Usagi Yojimboː num 47 "Ronin"
- 2015 Premi Eisner a la "Millor Rotulació"[9] per Usagi Yojimbo

Des de 1993 fins a 2005, Stan Sakai ha rebut vint-i-una nominacions als Premis Eisner. I de 2000 fins a 2007 ha rebut vuit nominacions als Premis Haxtur del Saló Internacional del Còmic del Principat d'Astúries-Gijón.